# Baring (familie)

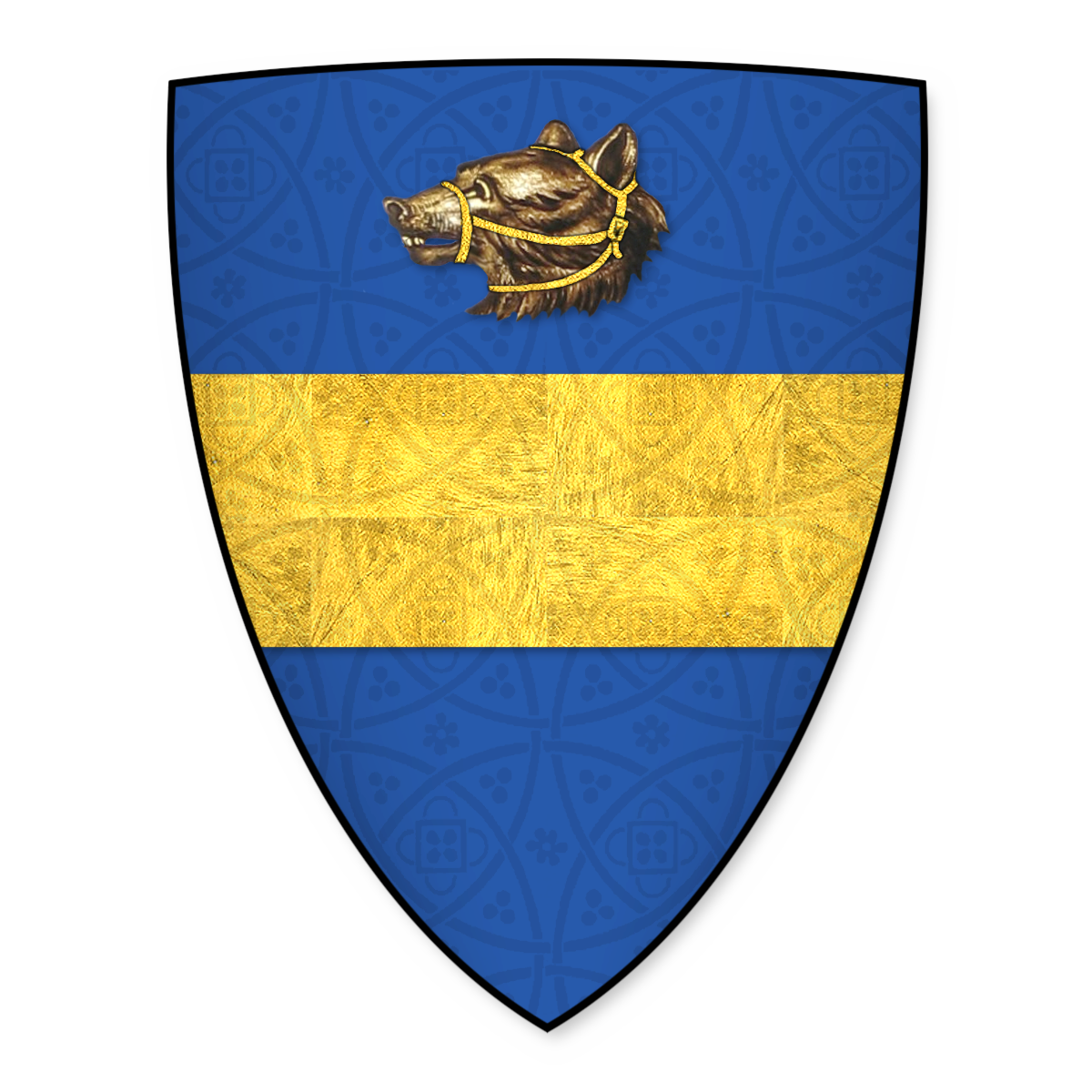
Wapen van de Britse tak van de familie Baring

De familie Baring is een Duits-Britse koopmans- en bankiersfamilie van Nederlandse oorsprong. In Duitsland behoort de familie tot het zogenaamde Bildungsbürgertum, in Engeland behoort ze tot de aristocratie.
De vroegst bekende voorvader is Petrus Baring (1483–1532/36), burger van de stad Groningen. Zijn zoon Frans Baring (gelatiniseerd: Franciscus Baringius), in 1522 geboren in Venlo, was van 1564 tot 1582 de eerste superintendent van Saksen-Lauenburg. De huidige Duitse en Britse families stammen van hem af.
In het keurvorstendom Hannover behoorde de familie tot de hogere burgerij, de zogenaamde hüpsche Familien, na de adel en de geestelijkheid de onofficiële derde stand van de heersende klasse.
De Engelse tak stamt af van Franz Baring (1657–1697), professor theologie in Bremen. Zijn zoon Johann Baring trok als gezel van een wolexporteur in 1717 naar Exeter. Hier bouwde hij in de loop der jaren een klein fortuin op als wolkoopman. Zijn zoons Francis en John Baring verhuisden naar Londen en richtten daar in 1672 de John and Francis Barings Company, die bekend werd als Barings Bank. De Barings Bank groeide uit tot een van de grootste commerciële banken in Londen, tot de ineenstorting in 1995.
Zowel in Hannover als in Groot-Brittannië werden verschillende leden in de adelstand verheven. In Hannover was dit door middel van de Koninklijke Orde van de Welfen in de persoonsadel, in Groot-Brittannië werden erfelijke adellijke titels verleend.